# Операция в Голландской Ост-Индии
Опера́ция в Голла́ндской Ост-И́ндии (1941—1942) — военная операция войск Нидерландов, Великобритании, США и Австралии на Тихоокеанском театре военных действий Второй мировой войны, длившаяся с 8 декабря 1941 года по 9 марта 1942 года. Целью операции была защита от вторжения со стороны Японии территорий Голландской Ост-Индии (в настоящее время Индонезия) и британских протекторатов на острове Борнео: Саравака, Северного Борнео и Брунея (в настоящее время часть Малайзии и султанат Бруней). Операция закончилась неудачно: Япония, после объявления эмбарго США нуждавшаяся в ост-индийской нефти, полностью захватила все указанные территории.

## Предшествующие события
С 1937 года Япония вела войну в Китае. В 1938 году произошли столкновения японских войск с Красной Армией у озера Хасан. В 1939 году в результате боев на Халхин-Голе советскими войсками была разгромлена большая группировка японских войск, пытавшихся захватить часть территории Монголии.
После оккупации Нидерландов Германией, министр иностранных дел Японии заявил, что было бы нежелательно, чтобы стабильность в Восточной Азии была поставлена в зависимость от этой ситуации. Правительство Японии не хотело, чтобы война распространилась на Голландскую Ост-Индию, заявив, что Япония весьма обеспокоена ситуацией в регионе. В Ост-Индию был послан специальный посланник Кобаяши, который прибыл на Яву 12 сентября 1940 года и начал переговоры о том, чтобы обеспечить стабильный импорт ост-индийской нефти в Японию.
Весной и летом 1941 года в правительстве США продолжались жаркие споры о прекращении экспорта нефти в Японию. К этому времени США уже ввели эмбарго на экспорт железного лома. 23 июня Гарольд Икес, министр внутренних дел, запретил вывоз нефти в Японию. Президент США Рузвельт отменил это распоряжение.
В самой Японии продолжались бурные дискуссии: продолжать ли экспансию в южном направлении против Французского Индокитая или, воспользовавшись успехами Гитлера, напасть на Россию с востока. Голландская Ост-Индия в качестве гипотетического противника, как правило не рассматривалась. С 25 июня по 2 июля высокопоставленные чиновники в Токио яростно спорили, какому варианту отдать предпочтение. Наконец судьбоносное решение было принято: отложить какие-либо действия в отношении Советского Союза и сконцентрировать все усилия на южном направлении.
24 июля 1941 года Япония начала оккупацию южной части Французского Индокитая. Вечером 25 июля правительство США объявило о замораживании всех японских финансовых активов в Соединённых Штатах. Это фактически означало эмбарго на закупку нефти.
После объявления эмбарго, вооружённые силы Японии (и в особенности её военно-морской флот) оказались в очень тяжёлом положении. Существующих нефтяных запасов хватило бы ненадолго, поэтому доступ к запасам нефти стал для Японии одной из важнейших задач. Ближайшие такие запасы находились в Голландской Ост-Индии. Колония была четвёртым в мире экспортером нефти, после США, Ирана и Румынии. Поэтому уже 6 сентября 1941 года было проведено совещание с участием императора, на котором был принят план нападения на Голландскую Ост-Индию.
7 декабря 1941 года Япония внезапно напала на американскую военно-морскую базу Пёрл-Харбор, а 8 декабря начала военную операцию против английских войск в Малайе, закончившуюся падением Сингапура.
8 декабря 1941 года Нидерланды объявили войну Японии. Правительство Японии объявило войну Голландии только 11 января 1942 года.

## Планы сторон

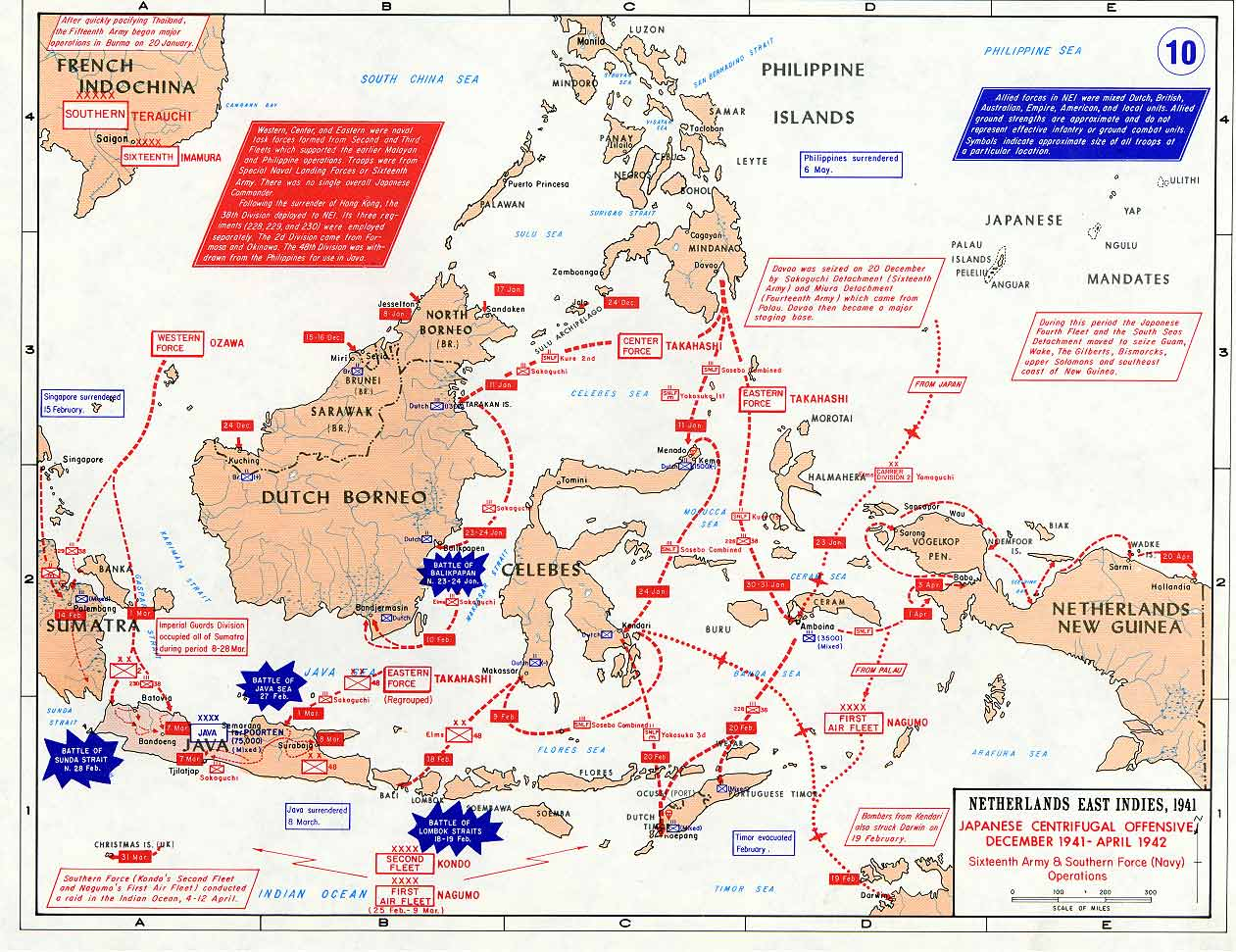
Боевые действия в Голландской Ост-Индии, на северном Борнео и в Сараваке

### Япония
Главной целью Японии на южном направлении был захват нефтяных ресурсов Голландской Ост-Индии. Замысел японцев заключался в том, чтобы внезапными ударами захватить Британскую Малайю и контролируемые американцами Филиппины, после чего использовать эти территории в качестве плацдармов для быстрого захвата Голландской Ост-Индии. После захвата и удержания последней японцы планировали организовать оборонительную линию вдоль Зондских островов.
Японские удары наносились по пяти направлениям, три из которых пришлись на Голландскую Ост-Индию:
- Первое направление: операции в Южно-Китайском море (Саравак, Северное Борнео, позже юго-западное Борнео).
- Второе направление: операции в Макассарском проливе (Таракан и Баликпапан).
- Третье направление: операции на островах Молуккского архипелага (Целебес, Амбон, Тимор и Бали)[23].

Два оставшихся направления: Перл-Харбор, а затем Филиппины и Малайя были вспомогательными, направленными на то, чтобы обезопасить операции в Голландской Ост-Индии и получить доступ к ост-индийской нефти.
На начальном этапе операции командование японским флотом создало три оперативных соединения: Центральное, Восточное и Западное. Восточное соединение должно было блокировать Яву с востока, захватив остров Целебес (Кема, Манадо и Кендари), острова Амбон, Макасар, Бали, Ломбок, а также Тимор. Центральное соединение должно было действовать в первую очередь против Борнео. Западное было направлено против Суматры.
На центральном направлении действовали лёгкий авианосец «Рюдзё», гидроавианосец «Сануки Мару», три лёгких крейсера и 16 эскадренных миноносцев; на западном направлении действовали пять тяжёлых крейсеров и семь эскадренных миноносцев. Кроме того, на театре военных действий находились четыре авианосца японского флота («Акаги», «Кага», «Хирю» и «Сорю») и четыре линейных крейсера типа «Конго».
Для операций на суше была создана Южная группа армий под командованием генерала Хисаити Тэраути. Непосредственно в Голландской Ост-Индии действовала 16-я японская армия под командованием генерала Хитоси Имамуры, которая включала 2-ю пехотную дивизию, впоследствии усиленную 38-й и 48-й пехотными дивизиями.

### Нидерланды
Правительство Нидерландов в изгнании (к этому времени сама страна была уже оккупирована немецкими войсками) и колониальная администрация развернули энергичную деятельность по организации обороны островов. Корабли королевского военно-морского флота Нидерландов были отправлены в море, были мобилизованы военно-воздушные силы KNIL . Призывная кампания была развёрнута как среди европейцев, так и среди коренного населения. На колониальных верфях было начато строительство торпедных катеров, патрульных судов и тральщиков. Но все усилия оказались тщетными из-за отсутствия в Ост-Индии необходимого вооружения и боевой техники. Вновь сформированные подразделения были вооружены практически только стрелковым оружием. Не хватало даже винтовок. Очень плохо обстояло дело и с авиацией.
Королевская голландская ост-индская армия (KNIL) на момент начала войны с Японией (декабрь 1941 — январь 1942 года) состояла из около 40 тыс. военнослужащих и около 100 тыс. резервистов. Значительную часть военнослужащих (от 40 до 60 %) составляли индонезийцы. Были также представители других европейских наций (немцы, бельгийцы, швейцарцы) и даже некоторые жители африканского континента. Организационно армия состояла из трёх дивизий, включающих в себя шесть пехотных полков и 16 пехотных батальонов. Также имелась сводная бригада из трёх пехотных батальонов и малая сводная бригада из двух батальонов морской пехоты и двух кавалерийских рот. Моторизованное подразделение KNIL (Mobiele Eenheid KNIL) насчитывало 7 лёгких танков Marmon-Herrington CTLS-4, 24 танкетки Виккерс Карден-Лойд и около четырёх десятков различных бронеавтомобилей: Овервалваген, Мармон-Херрингтон, британских AC3D фирмы «Элвис-Страсслер» и американских M3 Scout Car, сведённых в один бронеавтомобильный эскадрон. Кроме того, в составе армии имелись дивизион 105-мм тяжёлых гаубиц, дивизион 75-мм полевых пушек и два дивизиона 75-мм горных пушек (по двенадцать орудий в каждом).

## Начальный этап операции. Борнео. Целебес
4 января 1942 года было создано единое командование голландскими, английскими, американскими и австралийскими войсками в регионе (ABDA). Главнокомандующим ABDA стал британский фельдмаршал Арчибальд Уэйвелл, американский адмирал Томас Харт был назначен командующим флота ABDA. Сухопутные войска возглавил голландский генерал-лейтенант Хейн Тер Портен, авиацию — британский маршал авиации Ричард Пирс. Хотя командование было единым, у союзников были разные приоритеты: британцы считали, что защита территории Сингапура и восточных входов в Индийский океан (путь к Британскому Цейлону и Британской Индии) имеет первостепенное значение. Американцы и австралийцы не хотели полного проникновения японцев в Юго-Восточную Азию, которое лишило бы их баз, необходимых для серьёзного контрнаступления; а голландцы считали Яву и Суматру своей «второй родиной, где [они] торговали и жили более трёх столетий», и наиболее важным местом для обороны.
Для противодействия японскому флоту командование ABDA обладало конгломератом кораблей, собранных откуда возможно. В его состав вошли Азиатский флот США (только что переброшенный сюда с Филиппин), несколько британских и австралийских надводных кораблей и голландские корабли, которые ранее были размещены в Ост-Индии. Основные силы включали два авианесущих корабля («Лэнгли» и гидроавианосец «Чайлдз»), два тяжёлых крейсера («Хьюстон» и «Эксетер»), семь лёгких крейсеров: голландские «Де Рейтер», «Ява» и «Тромп», американские «Марблхед» и «Бойсе» (хотя «Бойсе» был вынужден покинуть этот район после столкновения с отмелью 21 января), и австралийские «Хобарт» и «Перт». Кроме того, у ABDA имелись 22 эскадренных миноносца, а также 25 американских и 16 голландских подводных лодок. Базируясь на Яве, все эти корабли должны были действовать на центральном и западном направлении японского удара.

### Борнео и Целебес
Первыми нападению Японии подверглись британские владения в северной части Борнео. Операция началась 14 декабря 1941 года высадкой японских войск в районе Кучинга и Мири. Уже в конце декабря 1941 года под контролем японцев находился крупнейший порт острова — Бруней. 17 декабря 1941 года японские войска при поддержке линкора, авианосца, трёх крейсеров и четырёх эсминцев, высадились в Мири, центре нефтедобычи на севере Саравака. Боевые действия непосредственно против голландцев начались 25 декабря, когда ВВС Японии бомбардировали аэродром Королевской голландской ост-индской армии под Банджармасином. Подводные лодки и гидросамолёты голландского флота атаковали японские конвои, но больших успехов не добились. По некоторым данным, было потоплено только 2 эсминца, а также несколько транспортов с войсками. Серьёзного влияния на ход войны это не оказало. 6 января был захвачен Саравак — второй по количеству перерабатываемой и транспортируемой нефти британский порт после Брунея.
7 января японцы высадились на острове Целебес в районе Манадо, где встретили достаточно упорное сопротивление. Заранее спланированный воздушный десант ускорил продвижение японцев. 20 января 1942 года японцы высадились в Кендари (юго-восточная оконечность острова Целебес). Эта точка была важна тем, что на ней можно было построить аэродром, с которого вражеской авиации становилась доступна Сурабая и Макасарский пролив. И уже 25 января туда была переброшена 21-я авиафлотилия японских ВВС.

### Таракан и Баликпапан
10 января маршал Уэйвелл прибыл со своим штабом в Батавию, а 11 января японцы уже высадились на Таракане. Этот небольшой болотистый остров восточнее Борнео не представлял бы такого интереса, если бы не богатые залежи нефти. Небольшой голландский гарнизон продержался только до 12 января, но успел полностью уничтожить все нефтяные установки. За это японцы казнили значительное число оставшихся в живых защитников Таракана.
24 января 1942 года японцы высадились в Баликпапане, на южной части острова Борнео. Нефтеперегонные заводы города были уничтожены, однако после захвата Баликпапана японцы получили возможность продвигаться по суше в сторону Яванского моря и строить на южном побережье Борнео аэродромы для использования их в боях за Яву. Теперь даже самые южные из островов архипелага попадали в радиус действия японских бомбардировщиков. На Баликпапане была размещена 23-я авиафлотилия японских ВВС.
Защитники Баликпапана повторили подвиг защитников острова Таракан. Японцы прислали к ним двух пленных голландских офицеров с сообщением о том, что в случае уничтожения нефтепромыслов и заводов Баликпапана японцы казнят всех, кто попадёт к ним в плен. Тем не менее, заводы были уничтожены.

Японские войска продвигались в южном направлении по многочисленным голландским островам. Саравак и Бруней — голландские нефтяные порты на Борнео и Целебесе — были уже захвачены. С каждым шагом противник закреплял свои успехи, создавая воздушные базы, с которых он мог наносить удары по следующей избранной им цели.
— У. Черчилль. Вторая мировая война.

### Бои в Макасарском проливе
25 января 1942 года американские эсминцы «Форд», «Паррот», «Поуп» и «Пол Джонс» удачно атаковали японский конвой в Макасарском проливе. Это были старые эсминцы-«четырёхтрубники» времён Первой мировой войны с устаревшим вооружением. Тем не менее они сумели потопить от 3 до 5 японских транспортов. Это была одна из немногих удачных операций флота ABDA.
1 февраля флот союзников попытался повторить ночную вылазку против японских конвоев в Макасарском проливе. На этот раз в операции участвовал лёгкий крейсер «Марблхэд» и эсминцы «Стюарт», «Эдвардс», «Баркер» и «Балмер». Корабли были обнаружены японской авиацией, после чего эскадре пришлось вернуться в Сурабаю.
4 февраля эскадра ABDA под командованием адмирала Доормана вновь попыталась уничтожить японский конвой в Макасарском проливе и помешать японцам захватить Макасар. Массированными авиаударами японцам удалось нанести значительные повреждения крейсеру «Марблхэд». Крейсер «Хьюстон» также был серьёзно повреждён. Бомба уничтожила его кормовую башню. 48 человек погибли, более 50 были ранены.

### Амбон
Сражение за Амбон произошло на одноимённом острове 30 января — 3 февраля 1942 года. Японцам противостояли голландские и австралийские войска. Перед началом войны на острове располагалась Молуккская бригада Королевской голландской ост-индской армии (KNIL) численностью в 2800 человек. Австралийские войска в составе двух батальонов 8-й австралийской дивизии и дивизионной артиллерии общей численностью в 1100 человек прибыли на остров 17 декабря.
Японский военно-морской флот, выделенный для вторжения, состоял из авианосцев «Хирю» и «Сорю», тяжёлых крейсеров «Нати» и «Хагуро», а также лёгкого крейсера «Дзинцу» и 15 эсминцев. Сухопутные войска насчитывали 5300 человек из 228-го пехотного полка 38-й дивизии, а также подразделения морской пехоты.
30 января японская морская пехота численностью до 1000 человек высадилась в северной части острова, а 228-й пехотный полк — на южной. Японские сухопутные войска численно были ненамного больше союзников, однако значительно превосходили их в авиации, морской и полевой артиллерии, а также в танках. На следующий день японцы захватили город Амбон в юго-западной части острова. А уже 1 февраля значительная часть голландских войск сдалась в плен. Австралийские войска под угрозой окружения вынуждены были отступить в юго-западную часть острова.
2 февраля японский минный тральщик W-9 подорвался на голландских минах и затонул. Ещё 2 тральщика были также повреждены в результате взрыва мин. А к утру 3 февраля австралийские войска, окружённые в районе Эри, сдались японцам. Потери союзников в битве были сравнительно небольшими, однако после окончания боев японцы выбрали наугад около 300 голландских и австралийских военнопленных и казнили их на военном аэродроме Лаха. По некоторым данным это было местью за затонувший японский минный тральщик. Три четверти австралийцев, захваченных на острове, умерли до окончания войны от недоедания, болезней и жестокого обращения.
В результате захвата Амбона японские самолёты, базирующиеся на острове, получили возможность участвовать в воздушных налётах на порт Дарвин в Австралии.

### Бали. Бой в проливе Бадунг
20 февраля 1942 года японские транспорты с войсками появились у острова Бали. Не имея возможности противостоять японскому вторжению на суше, командование ABDA решило атаковать японский десант с моря. В результате слабо подготовленной ночной атаки в проливе Бадунг союзники потеряли один эсминец потопленным, один крейсер тяжело повреждённым, и вынуждены были отступить через пролив Ломбок. Японцы беспрепятственно высадились на острове Бали.

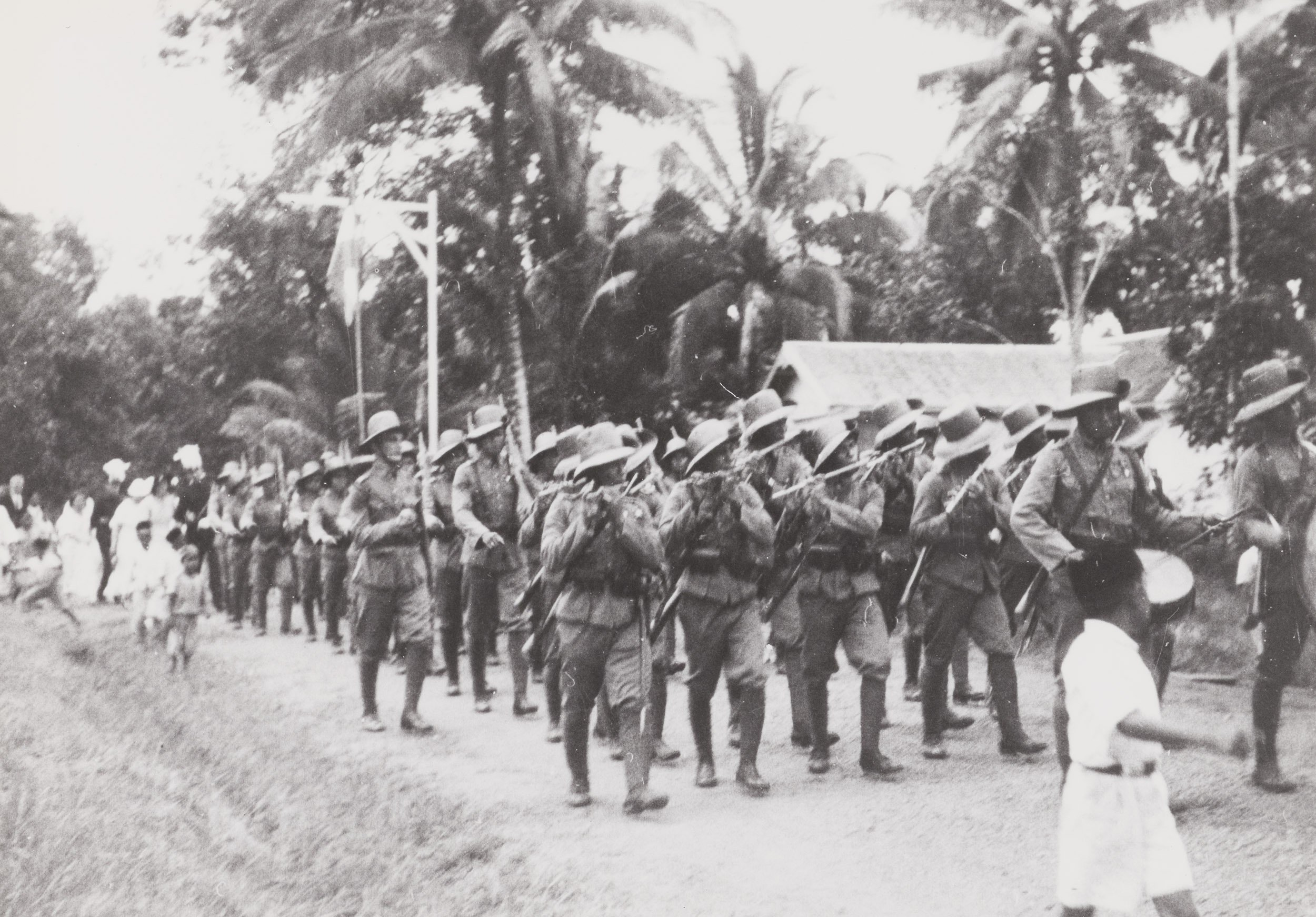
Солдаты KNIL
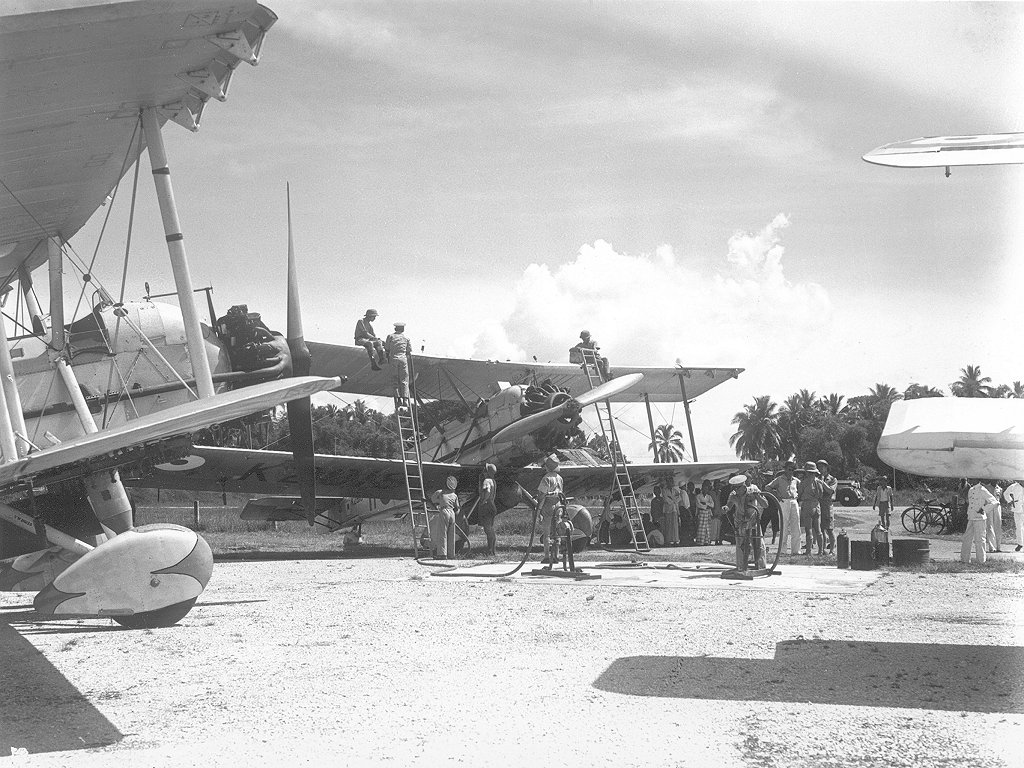
Британские бомбардировщики Vickers Vildebeest
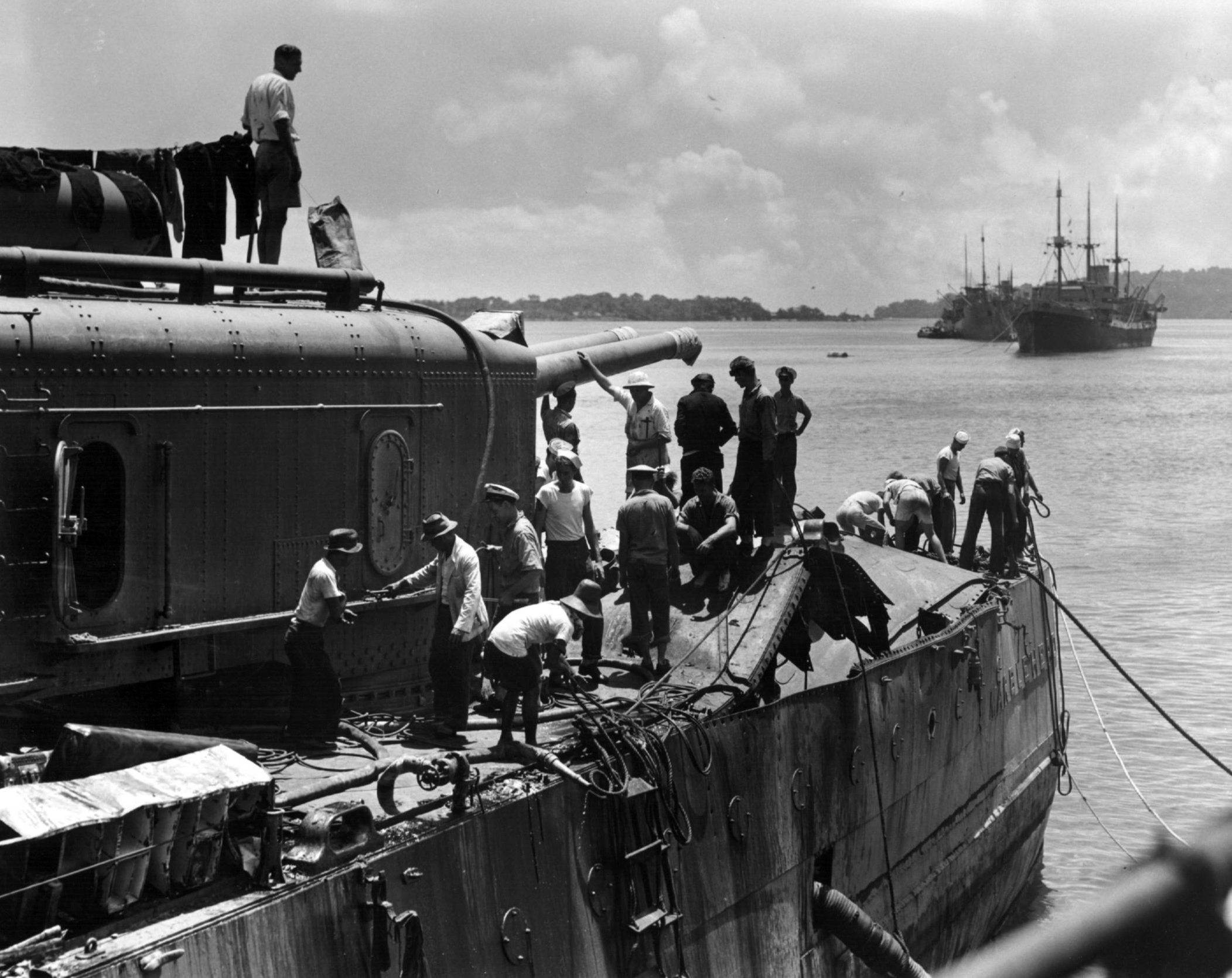
Лёгкий крейсер «Марблхэд», поврежденный 4 февраля 1942 года во время боя в Макассарском проливе
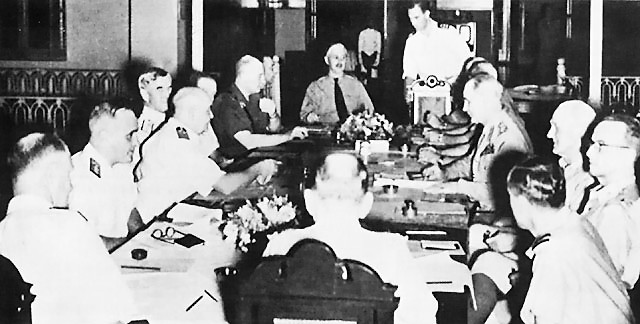
Первое заседание командования ABDA

## Решающие сражения

### Суматра
Воинские части, расположенные на острове, насчитывали примерно 3400 человек. Кроме того, на Суматру были переброшены 1-я, 78-я, 62-я, 84-я и 211-я эскадрильи британских ВВС и около 2500 человек обслуживающего персонала из Сингапура. Эти соединения составляли ударную авиационную группировку, которую командование ABDA планировало использовать как для защиты Голландской Ост-Индии, так и для защиты Сингапура. 6 февраля 1942 года японская авиация впервые совершила налёт на Палембанг. Для захвата Суматры японцами был выделен 229-й пехотный полк 38-й пехотной дивизии. С моря их действия прикрывали крейсер «Сэндай» и 4 эсминца. Воздушная поддержка оказывалась авианосцем «Рюдзё». Наступление японских войск началось вечером 14 февраля десантом парашютистов на аэродром и нефтеперерабатывающий завод Палембанга. Невзирая на очень крупные потери, эта операция прошла успешно, 15 февраля город был захвачен после высадки с моря. Голландские войска и персонал британских ВВС отступили в порт Остхавен. Союзникам не удалось взорвать перед отступлением нефтеперегонные заводы Палембанга. 17 февраля из Остхавена было эвакуировано 2500 человек из состава британских ВВС, 1890 британских и 700 голландских солдат, а также около 1000 гражданских беженцев. Порт Остхавен был захвачен японцами к 20 февраля.

### Первое сражение в Яванском море
27 февраля 1942 года произошло сражение в Яванском море между ударным соединением контр-адмирала Доормана и японским флотом. К концу февраля 1942 года японцы уже захватили северную часть Малайского архипелага и готовились к захвату Явы.
Получив сведения о том, что японские конвои с десантом на Яву появились недалеко от острова, ударная эскадра союзников под командованием контр-адмирала Доормана вышла в море. Перед последним боем соединение имело в своём составе:
- 5 крейсеров: голландские «Де Рёйтер» (флагман) и «Ява», американский «Хьюстон», английский «Эксетер» и австралийский «Перт»;
- 9 эсминцев: голландские «Витте де Витт» и «Кортенар», английские «Юпитер»[англ.], «Электра», «Энкаунтер», американские «Эдвардс»[англ.], «Олден»[англ.], «Форд» и «Пол Джонс»[47].

27 февраля в 16:10 головные британские эсминцы первыми увидели японцев. Японцы к этому времени благодаря своей разведывательной авиации уже знали точную позицию кораблей союзников. От них в бою участвовали:
- В первой группе крейсер «Дзинцу», эсминцы «Юкикадзэ», «Токицукадзэ», «Амацукадзэ», «Хацукадзэ».
- Вторую группу составляли тяжёлые крейсера «Нати» и «Хагуро», а также эсминцы «Усио»[англ.], «Садзанами»[англ.], «Ямакадзэ» и «Кавакадзэ».
- Западнее двигалась третья колонна: крейсер «Нака», а также эсминцы «Асагумо», «Минэгумо», «Мурасамэ», «Самидарэ», «Харусамэ» и «Юдати»[37].

В 16:30 крейсер «Де Рёйтер» получил прямое попадание японского снаряда. Через некоторое время 6 японских эсминцев пошли в торпедную атаку. В 17:10 английский крейсер «Эксетер» получил прямое попадание 203-мм снаряда. Английские эсминцы пытались прикрыть отход повреждённого «Эксетера». Один из них — «Электра» — получил значительные повреждения и затонул.
Основная часть союзной эскадры на всех парах двинулась на восток, а затем повернула на север. Японская авиация следила за передвижениями союзников, и как только их действия начали угрожать транспортам, на горизонте снова появились японские корабли. В 19:30 четыре японских крейсера открыли огонь. В 20:10 контр-адмирал Доорман повернул своё соединение на юг, к Яве.
В 23:15 вновь появились японские тяжёлые крейсера. Возобновилась ожесточённая перестрелка, в ходе которой голландские крейсера «Де Рёйтер» и «Ява» получили сначала артиллерийские, а затем и торпедные попадания и вскоре затонули. Своим последним приказом адмирал Доорман запретил подбирать экипажи «Де Рёйтера» и «Явы» дабы не подвергать опасности остатки своей эскадры. Оставшиеся корабли Ударного соединения на полной скорости отошли в порт Таджунг-Приок (Батавия).
В результате сражения союзники не смогли остановить конвои с японскими войсками, двигающиеся к Яве. Большая часть ударного соединения погибла. Погиб и контр-адмирал Доорман. Японский же флот при этом не понёс значительных потерь.

Вместе со смертью Доормана в Ост-Индии рухнула колониальная империя Нидерландов.
— А. Донец. Голландские крейсера Второй мировой войны.

### Бой в Зондском проливе
28 февраля 1942 года американский крейсер «Хьюстон» и австралийский «Перт» при выходе из Батавии заметили японские транспорты, высаживающие войска. Их охранял только японский эсминец «Фубуки», но через некоторое время с севера подошёл японский 12-й дивизион эсминцев, а также крейсеры «Могами» и «Микума». По «Хьюстону» и «Перту» было выпущено 87 торпед. Получив 2 торпеды, «Перт» затонул примерно в 23:40, «Хьюстон» смог продержаться на плаву ещё почти час, но затем также затонул.

### Второе сражение в Яванском море
Английский крейсер «Эксетер» получил тяжёлые повреждения во время Первого сражения в Яванском море. Поэтому его решено было отправить на Цейлон для дальнейшего ремонта. Вместе с ним 1 марта 1942 года вышли в море английский эсминец «Энкаунтер» и американский «Поуп». В 9:35 с юга были замечены два тяжёлых крейсера. Это были японские «Нати» и «Хагуро». Корабли союзников повернули на северо-восток и увеличили скорость, но вскоре обнаружили несколько кораблей, приближающихся с северо-запада. Это были японские тяжёлые крейсеры «Асигара» и «Мёко», а также два эсминца. В 10:20 японские корабли открыли огонь. Союзные эсминцы попытались поставить дымовую завесу и организовать торпедную атаку, но эсминец «Инадзума» закрыл от торпед японские тяжёлые крейсеры. В 11:40 крейсер «Эксетер» затонул в 50 милях южнее Борнео. Эсминцы союзников попытались оторваться от японцев, но в 12:50 были потоплены японскими бомбардировщиками с авианосца «Рюдзё».

### Ява и Тимор
17 декабря 1941 года голландские и австралийские войска оккупировали португальский Восточный Тимор. 20 февраля 1942 года японцы высадились в Голландском и Португальском Тиморе. Таким образом был перерезан путь снабжения из Австралии на Яву.
Ява была очень важна для японцев из-за её богатых запасов нефти и многочисленных нефтеперегонных заводов. 3 февраля Сурабая в первый раз подверглась бомбардировке. Вражеские самолёты, по-видимому, вылетели с аэродрома Кендари на юго-востоке Целебеса. Японскими бомбами было уничтожено 13 летающих лодок, четыре бомбардировщика В-17 и все ангары. Погибло 33 и был ранен 141 человек. Для захвата Сурабаи японцами была выделена 48-я пехотная дивизия, для захвата Батавии — 2-я пехотная и часть 38-й дивизии. Союзники имели три слабые голландские дивизии, эскадрон 3-го английского гусарского полка, оснащённый лёгкими танками MK VIB, и около 3 тысяч австралийцев, сведённых в различные соединения, известные как Blackforce. Американские войска были представлены 131-м Техасским полком полевой артиллерии.
Японские войска высадились 1 марта на Яве в нескольких местах. Западная группа вторжения высадилась в заливе Бантам около Мерака и Эретан-Ветана. Высадке предшествовал бой в Зондском проливе. Тем временем восточная группа высадилась на Крагане после победы над флотом ABDA в битве в Яванском море.

#### Сражения на Западной Яве
Конвой с войсками на борту состоял из 56 транспортных судов. На нем находился штаб 16-й армии, 2-я дивизия и 3-й пехотный полк 38-й дивизии. Конвой покинул залив Камрань в 10:00 18 февраля, главнокомандующий генерал-лейтенант Хитоси Имамура находился на борту транспортного судна «Рюйё Мару». Эскорт конвоя находился под командованием контр-адмирала Хара Кензабуро. Перед высадкой произошел бой в Зондском проливе.
В 23:20 28 февраля транспортные суда с отрядами генерал-майора Юмио Насу и полковника Куюсаку Фукусима начали высадку в Мераке. К 02:00 1 марта все суда достигли своих назначенных позиций. Отряд береговой обороны в Мераке, состоящий из 12-го пехотного батальона KNIL капитана Хартеринка, обстрелял высадившихся японцев из пулеметов, но был быстро разгромлен. 2 марта отряд Насу прибыл в Рангкасбитунг и продолжил движение в Леувилянг, в 15 милях (24 км) к западу от Бейтензорга. Австралийские 2/2-й пионерский и 2/3-й пулеметные батальоны Blackforce сковали крепкой обороной наступление японских войск во время битвы за Леувилянг. Им удалось удерживать японцев в течение двух полных дней, прежде чем они были вынуждены отступить в Сукабуми. Примерно в то же время подразделения полковников Куюсаку Фукусимы и Ханшичи Сато направились на запад в Маджу и Балараджу в округе Маджаленгка. Они обнаружили, что многие мосты уже разрушены отступающими голландцами, и были вынуждены искать другие пути; некоторые подразделения направились в Бейтензорг.
4 марта Тер Портен решил отвести свои силы из Батавии и Бейтензорга, чтобы усилить оборону Бандунга. На следующий вечер голландские войска в Батавии сдались отряду Сато. К рассвету 6 марта японские войска атаковали Бейтензорг. Утром он был занят, в то время как большое количество солдат союзников отступило в Бандунг. Отряд Насу преследовал их через Чианджур и Чимахи, войдя в город 9 марта. Отряд Тошинари Сёдзи также вошел в Бандунг в тот же день, прибыв с севера, пройдя через Лембанг. К ночи 7 марта японские войска прибыли на плато Лембанг, которое находится всего в 5 милях (8 км) к северу от Бандунга. В 10:00 8 марта генерал-майор Якоб Песман, командующий голландскими войсками в Бандунге, встретился с полковником Сёдзи в отеле «Исола» в Лембанге и сдался.

#### Сражения на Восточной Яве
Для боевых действий на Восточной Яве была выделена 48-я дивизия с Филиппин. 8 февраля она вышла из залива Лингаен на острове Лусон (Филиппины) под защитой 4-й эскадры эсминцев. 22 февраля конвой прибыл в Баликпапан, где к 48-й дивизии присоединилась 56-я полковая группа полковника Сакагути. 27 февраля флот ABDA под командованием контр-адмирала Карела Доормана обнаружил и атаковал японцев в Яванском море. Японцы выиграли битву, и в 00:15 1 марта десант высадился в Крагане, небольшой деревне на Восточной Яве, примерно в 100 милях (160 км) к западу от Сурабаи. 3-й моторизованный эскадрон 1-го кавалерийского полка KNIL под командованием ротмистра де Йонга оказал сопротивление высадившимся войскам, но был быстро уничтожен.
2 марта подразделения полковника Тохуру Танака заняли Сепу, а 3 марта части полковника Куро Китамура вошли в Боджонегоро. Японцы продвинулись дальше и сокрушили голландскую оборону в регентстве Нгави, Карубане, Нганджуке, Кертосоно и Кедири. В Поронге, недалеко от Сурабаи, голландские войска из 13-го и 8-го пехотного батальона, 3-го кавалерийского полка и американский 131-й Техасский полк полевой артиллерии оказали ожесточенное сопротивление наступающим японцам. В конце концов, войскам союзников под командованием генерал-майора Густава Ильгена, после завершения уничтожения городской инфраструктуры Сурабаи, пришлось отступить на остров Мадура. Вечером 9 марта генерал-майор Ильген, командующий KNIL в Восточной Яве, подписал акт о капитуляции.

Поезда, которые эвакуировали военно-морской персонал из Сурабаи, вышли ночью 1 марта. Они были переполнены, так как Королевская армия Голландской Индии тоже нуждалась в вагонах. Каждому отъезжающему было разрешено захватить с собой только самое необходимое — лишь одну маленькую сумку со скудными пожитками. Многие семьи моряков видели, как их мужья и отцы уезжали со станции. Это был неописуемо печальный момент. Женщины и дети рыдали, некоторые вцепились в уезжающих отцов, словно могли удержать их. Долг приказывал мужчинам оставить женщин и детей в руках врага, уже ломящегося в ворота. Что случится с любимыми?
Поезд отошёл в сгущающейся темноте. Те, кто остался переносить японскую оккупацию, долго смотрели вслед своим любимым, пока отсвет огней паровоза исчезал в темноте.
— А. Крозе. Голландский флот во Второй мировой войне.

#### Капитуляция
8 марта 1942 года голландцы безоговорочно капитулировали перед Японией в Калиджати, Субанг, Западная Ява. Эта капитуляция известна также как «договор Калиджати». 9 марта голландский главнокомандующий союзными войсками на Яве генерал-лейтенант Хейн тер Портен сдался вместе с генерал-губернатором ван Старкенборгом Стахауэром. Заявление Тер Портена о капитуляции было сделано без консультации с командующими британскими и американскими войсками, которые хотели продолжать сражаться, но у которых не было иного выбора, кроме как подчиниться капитуляции.

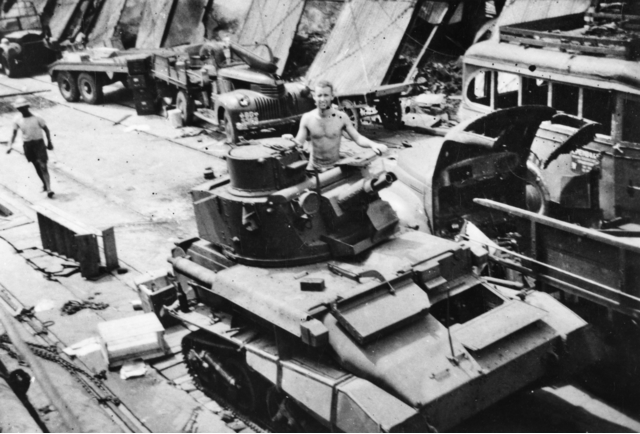
Танк Mk VIВ 3-го Королевского гусарского полка в Остхавене, 1942 год
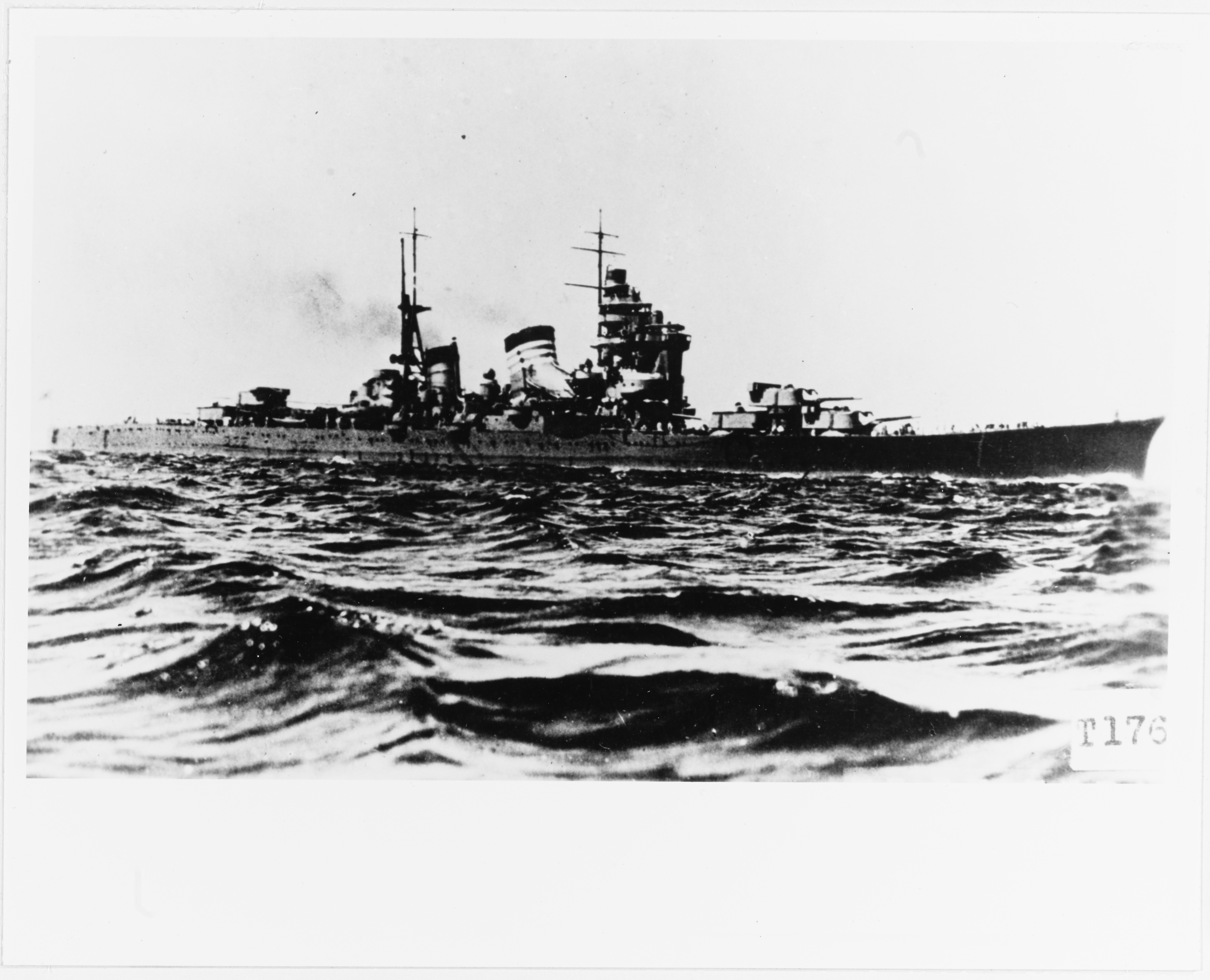
Японский крейсер «Хагуро», потопивший крейсер «Де Рёйтер», флагман ударного соединения
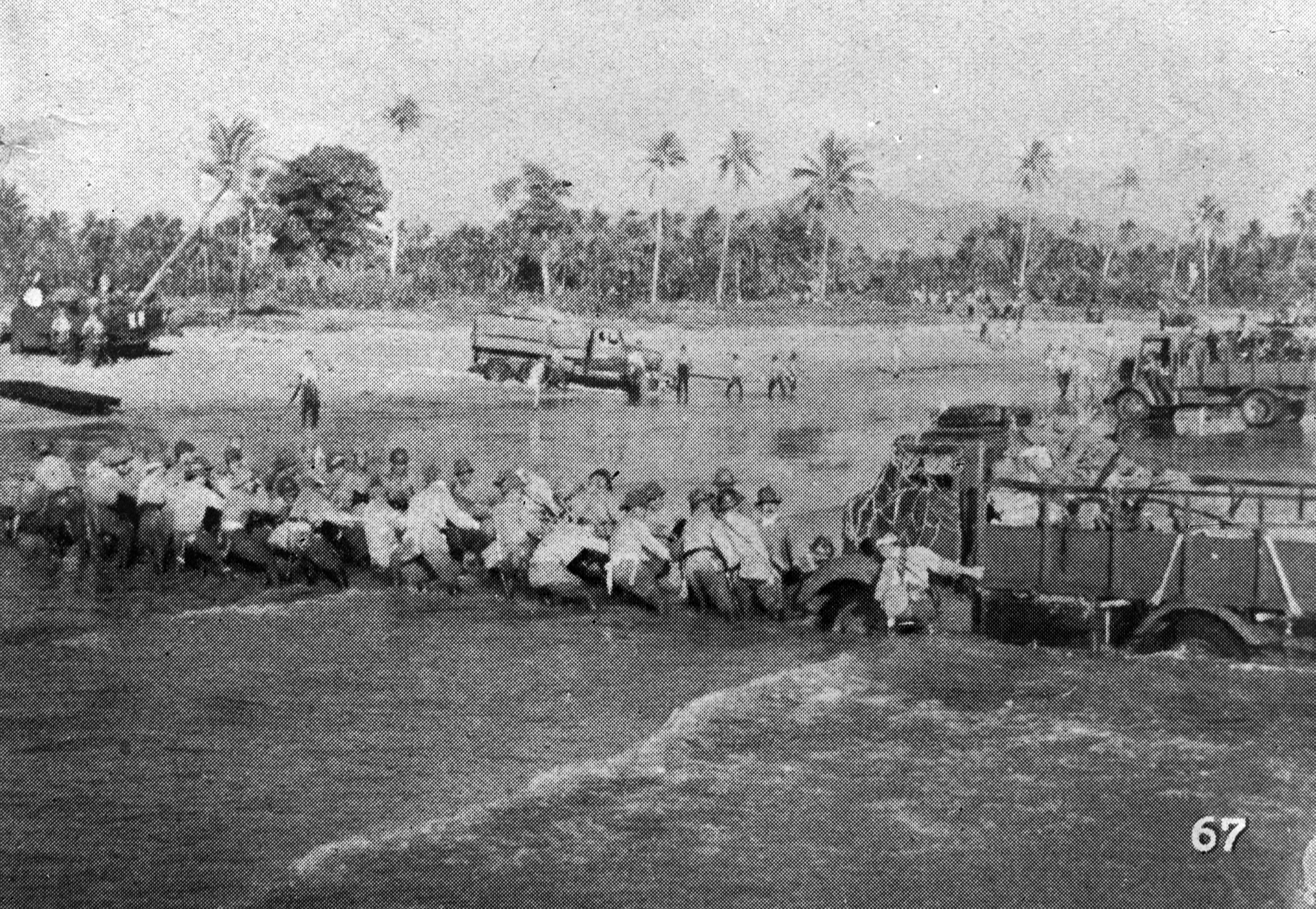
Японские солдаты на острове Ява
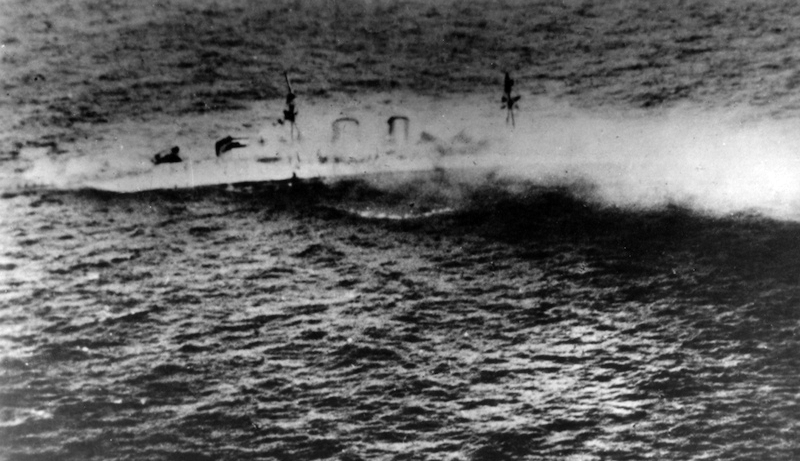
Тонущий английский крейсер «Эксетер». Второе сражение в Яванском море

## Итоги операции

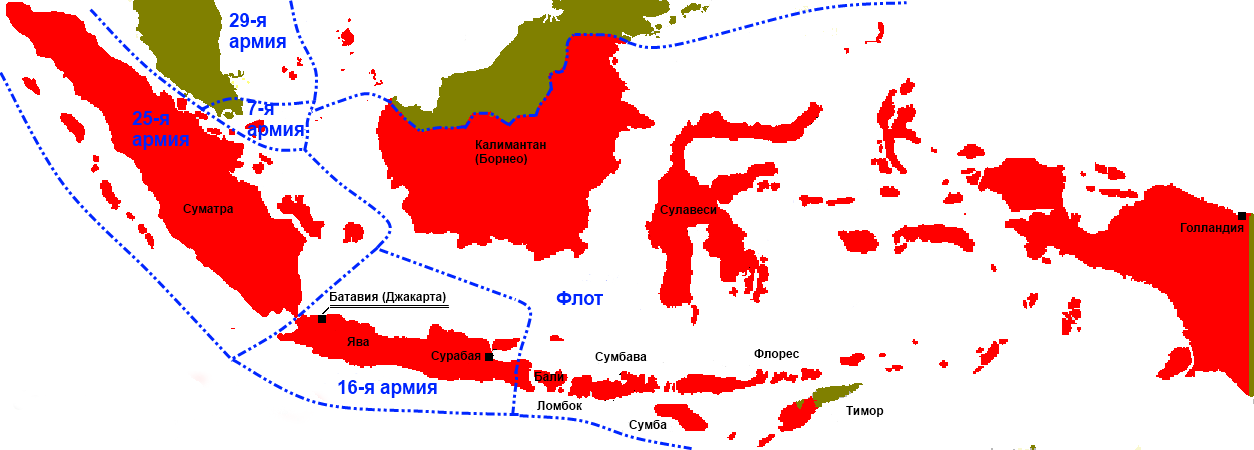
Голландская Ост-Индия в период японской оккупации, разграниченная на зоны ответственности 16-й армии, 25-й армии и 2-го флота

После захвата метрополии немецкими войсками в 1940 году, относительно слабая голландская колониальная армия не смогла оказать серьёзного сопротивления японцам. Американцы после Пёрл-Харбора прислали Азиатский флот, но сухопутными войсками значительную помощь оказать не смогли. Англичане были больше озабочены судьбой Малайи и Сингапура, поэтому их помощь в большинстве случаев была символической. Австралийская армия на тот момент была не так велика и не имела большого опыта боевых действий. Кроме того, значительная часть австралийских соединений была переброшена в Сингапур, Малайю и в Северную Африку. Тем не менее, австралийские войска принимали определенное участие в военной операции, хотя и не смогли повлиять на её итог. Флот ABDA из-за отсутствия авиационной поддержки и просчётов командования был практически полностью уничтожен японцами. При этом последние не понесли значительных потерь.
В результате падения Голландской Ост-Индии Япония получила доступ к запасам нефти. Разрушенные нефтяные скважины и нефтеперегонные заводы были быстро восстановлены. Возникла реальная угроза Австралии и английской военно-морской базе на Цейлоне. Захваченные территории были использованы как плацдарм для дальнейших японских операций на Тихом океане.
Для союзников столь быстрый захват такой огромной территории (по площади Голландская Ост-Индия сопоставима с Европой) был очень неожиданным, но они сумели извлечь уроки из этой операции, и в дальнейшем старались избегать подобных катастроф. Уже в августе 1942 года, в результате битвы за Гуадалканал, американские войска смогли переломить ситуацию. После Гуадалканала Япония уже не совершала крупных наступательных операций. Союзные войска не пытались вернуть себе острова Ява, Суматра, Тимор или Бали во время войны. Японские войска на этих островах сдались уже после ее окончания. Большая часть японского военного персонала и гражданской колониальной администрации была репатриирована в Японию, за исключением нескольких сотен человек, которые были задержаны для расследования военных преступлений. За эти преступления они позже были преданы суду. Около 1000 японских солдат дезертировали из своих частей и присоединились к местным жителям. Многие из них оказывали помощь индонезийским республиканским войскам во время войны за независимость Индонезии.
Падение Голландской Ост-Индии означало и закат голландской колониальной империи. Уже 17 августа 1945 года была провозглашена Республика Индонезия, которую Голландия признала в 1949 году по окончании войны за независимость Индонезии.